# Bogdan Bartnicki
Bogdan Bartnicki (ur. 3 marca 1957 w Dąbrównie) – polski samorządowiec i urzędnik, w latach 2023–2024 członek zarządu województwa warmińsko-mazurskiego, od 2024 przewodniczący sejmiku warmińsko-mazurskiego.

## Życiorys
Syn Bronisława i Janiny. Absolwent Akademii Rolniczo-Technicznej w Olsztynie. 
W 1988 został zarejestrowany jako kandydat na tajnego współpracownika Służby Bezpieczeństwa, następnie pozyskany jako TW „Bartek”. Pracował jako dyrektor stacji hodowli roślin w Szyldaku, w biurze terenowym Agencji Nieruchomości Rolnych dla powiatów ostródzkiego i iławskiego oraz jako wicedyrektor Zarządu Melioracji i Urządzeń Wodnych w Olsztynie. Przez ponad 10 lat zatrudniony w Urzędzie Marszałkowskim Województwa Warmińsko-Mazurskiego, m.in. jako wicedyrektor departamentu.
Działacz Polskiego Stronnictwa Ludowego. Był radnym i przewodniczącym rady gminy wiejskiej Ostróda. W 1998, 2014 i 2018 wybierany do rady powiatu ostródzkiego. W 2012 przez kilka miesięcy pełnił funkcję wójta gminy wiejskiej Ostróda (po rezygnacji dotychczasowego wójta Gustawa Marka Brzezina). 7 listopada 2023 został członkiem zarządu województwa warmińsko-mazurskiego, odpowiedzialnym za sprawy geodezji, infrastruktury i ochrony środowiska. Zakończył pełnienie tej funkcji 14 maja 2024. Tego samego dnia objął stanowisko przewodniczącego sejmiku, do którego wybrano go po raz pierwszy w wyborach samorządowych w 2024.